# 拿顺
拿顺，天主教翻譯為“纳赫雄”（Nahshon,希伯来语：נַחְשׁוֹן) 或者（ Nachshon ben Aminadav，希伯来语： נחשון בן עמינדבד; "Nahshon son of Aminadav") 是旧约圣经创世纪中记载的一个人物，是犹大的后代，亚米拿达的儿子。
按照圣经学者的理解，其出生的记载是关于犹大支派一部分民族起源的神话. 
路得记将法勒斯列为大卫王的先祖之一，后来有被列入马太福音中耶稣的家谱。
拿順於出埃及的第二年成為的猶大支派的族長。但由於犯罪不被神喜悅而死於曠野。